# 女衒 ZEGEN
『女衒 ZEGEN』（ぜげん、Zegen）は、1987年公開の日本映画である。東映・今村プロダクション製作、東映配給。
明治後期から昭和初期に東南アジアで女郎屋経営や女衒などをしていたという村岡伊平治の生涯を描く。監督は映画『楢山節考』以来4年ぶりのメガホンを執った今村昌平で、1987年の第40回カンヌ国際映画祭に出品した。

## あらすじ
香港を目の前にして伊平治、長太、源吉は４年にわたる船上での労働から逃れるため海に飛び込む。貿易商になると言う伊平治だったが、香港での生活が落ち着く前に上原大尉から満州での対ロシアの諜報活動を命じられ、国の大義に生きることを叩きこまれる。しかし、ロシア側に知られることとなり、香港に舞い戻る。そして香港では、旧知の朝長がシンガポールで身請けしてきたという女性と会う。彼女は島原時代の幼なじみ、しほだった。伊平治は朝長からしほを身請けし、また娼婦として捕らわれの身となっていた日本人女性たちを救い出すが、彼女たちを養うには資金が足りず、「おなごば貿易」したらどうかという、しほのすすめもあって「大和撫子の売買の仲介」を始めることになる。女衒である。お国のためである。シンガポールではアジアにある日本人娼館の国営化を進言する。

## キャスト
- 村岡伊平治：緒形拳
- しほ：倍賞美津子
- 王：柯俊雄
- 朝長：三木のり平
- 上原大尉：小西博之
- 長太：深水三章
- 源吉：杉本哲太
- 島田：殿山泰司
- 雑貨屋：レオナルド熊
- 西山：常田富士男
- 久光領事（香港）：寺田農
- 国倉領事（シンガポール）：河原崎長一郎
- キノ：熊谷真美
- トメ：池波志乃
- 風間舞子
- 神田紅
- 古舘ゆき
- 趙方豪
- 石井光三
- 細川智
- 児玉玄
- 野口雅弘
- A・JALAK
- 吉宮君子
- 丘裕子（「裕」のへんは「示」）
- 咲村ゆうこ
- 渡辺朋子
- 由良宣子
- 岩城千鶴
- 秋山美晴
- 田中みお
- 藤田紗江子
- 岩崎聡子

## スタッフ
- 監督：今村昌平
- 脚本：今村昌平、岡部耕大
- 音楽：池辺晋一郎
- 撮影：栃沢正夫
- 美術：横尾嘉良
- 照明：岩本保夫
- 録音：紅谷愃一
- 編集：岡安肇
- スチール：加藤光男
- 助監督：佐藤武光、月野木隆
- プロデューサー：杉山義彦、武重邦夫、大庭二郎
- 製作：東映、今村プロダクション
- 企画：三堀篤、滝田五郎

## 製作

### 企画
今村昌平は、1981年の『ええじゃないか』の後、当時の岡田茂東映社長に会って「死ぬまでにどうしてもやりたい企画が三本ある」と話し、『楢山節考』『黒い雨』『村岡伊平治（女衒 ZEGEN）』の3本を挙げたら「3本ともうちでやりましょう」と引き受けてくれたと述べている。3本とも今村が長年温めていた企画で『村岡伊平治』も20年来の企画であった。

### 製作
1983年の『楢山節考』が東映には珍しい国際映画賞をもたらしたことから、充分な製作費が今村に与えられた。製作費8億円。今村は『楢山節考』の次は『黒い雨』を考えていたが、青春時代を共有した浦山桐郎が急死したことで、自分にも時間がない、『黒い雨』よりエネルギーがいる『村岡伊平治伝』を先にやりたいと決意した。『楢山節考』から本作の製作まで間が空いたのは、今村の学校、日本映画学校の第1回作品『君は裸足の神を見たか』（ATG)のプロデュース業や学校の移転作業で多忙だったためで、1986年1月に東映と今村プロの提携製作が決まると共同脚本の岡部耕大と製作準備に入り、今村は単独で1986年元旦よりシナハン・ロケハンを始め、正式には1986年3月下旬から、4月上旬にかけて、台湾、マレーシアでシナハン・ロケハンを実施し製作がスタートした。

### 製作発表
1986年8月22日、東京會舘で製作発表が開かれた。岡田東映社長は「女衒のテーマは今村さんが探求してきた素材の一つ。シナリオも良く出来ているし期待している。来年度大作にする」と話した。「東映と今村君でリスクを背負い合ってやる。このテのものは監督の情念の凄さで作品の出来栄え、興行価値が決まる。異色作になる。事と次第で大きく化けるテのものだ」、「東映が不得意なものは全部才能のある人に任せたらいい。全部任せてひと言もいわない方がいい。その代わり、君の方も背水の陣でやってくれと伝えた」などと話した。
本作製作中にも五社英雄が東映で女衒ものを連作していたため、岡田は1987年の『キネマ旬報』のインタビューで「女衒ものはもうない」「今村さんがちょうどうまい具合に企画を持ってきた」、五社や今村が東映以外で撮ると上手くいかないとの評価については、「僕が作り方のヒントを最初にやるんだ。そうすると彼らは職人中の職人だから、こなすのも早いんだ」などと話した。

### 脚本
池端俊策は1979年の『復讐するは我にあり』の後、今村から「俺がやりたい原作は『楢山節考』『黒い雨』『村岡伊平治（女衒 ZEGEN）』だ」と言われ、池端が「『村岡伊平治』をやらして下さい」と言ったら、「分かった、テレビでもやりながらでもいいから考えてろ」と資料を渡されたと話している。しかし脚本クレジットは、今村と劇作家・岡部耕大の共同脚本である。岡部の演出する芝居の力強さに感心した今村が1985年12月末、岡部へ脚本を依頼した。

### タイトル
当初は「村岡伊平治伝」などの仮タイトルが付いていたが、岡田社長が「あまりいいタイトルでない、と今村に言ったら、今村が『女衒』というタイトルを考えてきた」と話している。封切り時のタイトルは『女衒』で、日本映画製作者連盟や文化庁日本映画情報システムのサイトでもタイトルは『女衒』である。1988年発行『日本映画監督全集』の今村の項でも『女衒』と記載されているが、1998年発行の『ぴあシネマクラブ』では『女衒・ZEGEN』と記載されており、1990年代に『女衒 ZEGEN』というタイトルの使用が増えてきたものと見られ、今日では混在している。東映ビデオでも『女衒 ZEGEN』となっている。

### 撮影
当初、1986年7月にクランクイン予定だったが、脚本に難航し1986年9月2日に香港からクランクイン。マレーシアの古い港町・マラッカにオープンセットを作り、ここを拠点に撮影が行われた。全俳優に日焼け命令が出され、撮影以外の時間は日焼けに励み、『楢山節考』撮影時の山奥での粗食と違い、毎日中華料理の円卓を囲み、毎日酒盛りをするお祭りのような日々だったといわれる。
ただ録音技師は大変な目に遭い、マラッカはバイクや車のノイズが酷く、明治時代の東南アジア設定のため、それらノイズはカットしなければならない。現地のコーディネーターに「音を止めてくれ」と頼んでも近くに三叉路や六叉路が方々にあり、すべての音は止められず、今村作品は同録が基本で、アフレコは有り得ず、録音の紅谷愃一は毎日ノイズのストレスがたまって、頭が真っ白になったという。
1986年9月にマカオ、香港、台湾台北でロケし、10月3日に一旦帰国。その後のマレーシアロケが1986年12月初旬まであり、12月10日帰国。1987年1月21日から、最後の北海道ロケがサロマ湖と網走刑務所の表で行われ、1987年2月6日クランクアップ。
『女衒』の製作工程については垣井道弘の1987年の著書『今村昌平の制作現場』に、ほぼ丸ごと一冊詳しく書かれている。 

## 作品の評価

### 興行成績
サッパリお客が入らず、惨憺たる成績。配収3億円。少ない観客の平均年齢は40歳。ヤングにはタイトルからして読めなかった。東映は予定より一週間早く上映を打ち切り、極道筋の方がたよりになると『極道の妻たちII』に差し替えた。第40回カンヌ国際映画祭に出品したものの、ほとんど無視された。